# Tarsostenus univittatus
Tarsostenus univittatus là một loài bọ cánh cứng trong họ Cleridae. Loài này được Rossi miêu tả khoa học năm 1792.

## Hình ảnh

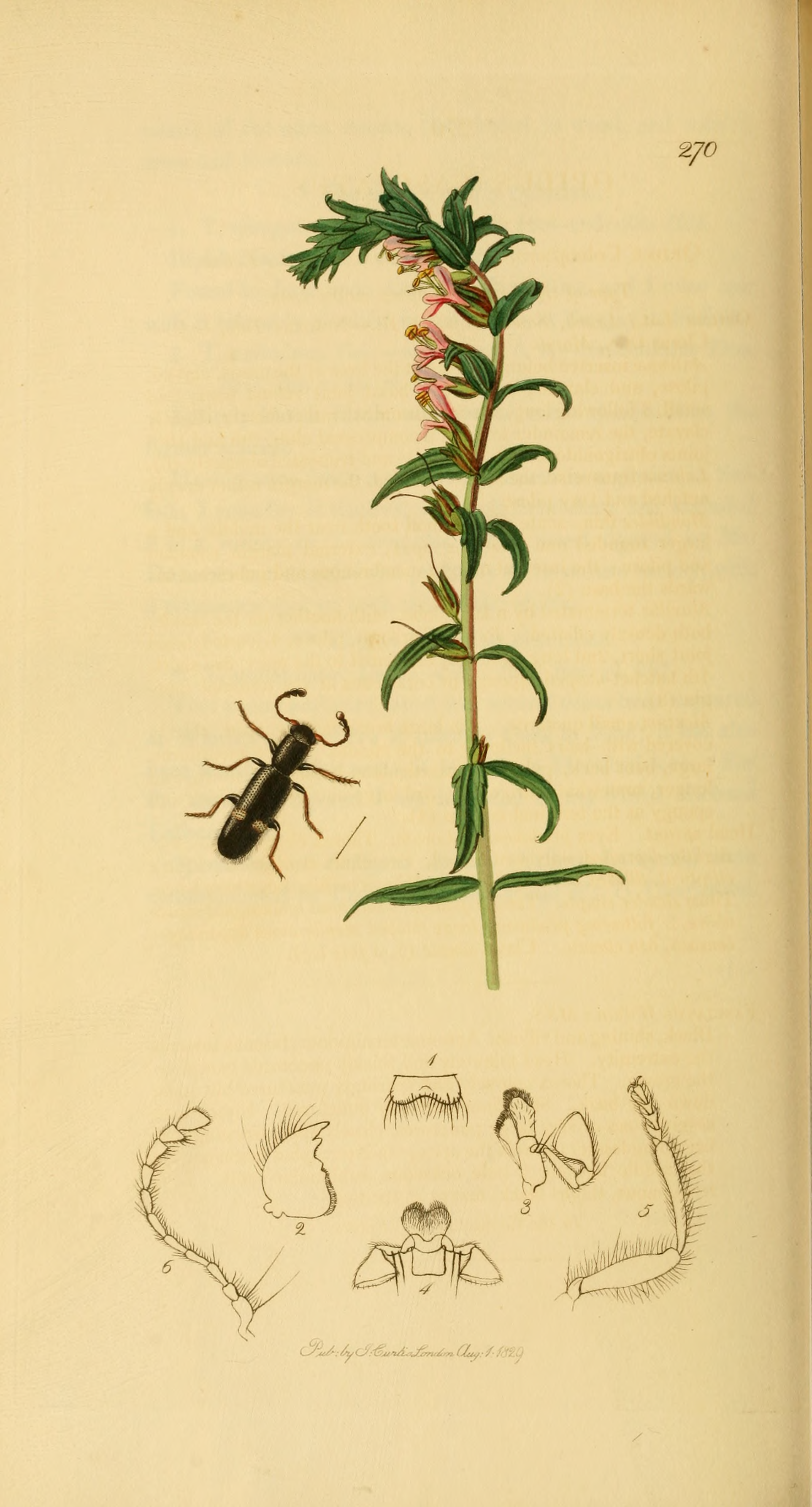
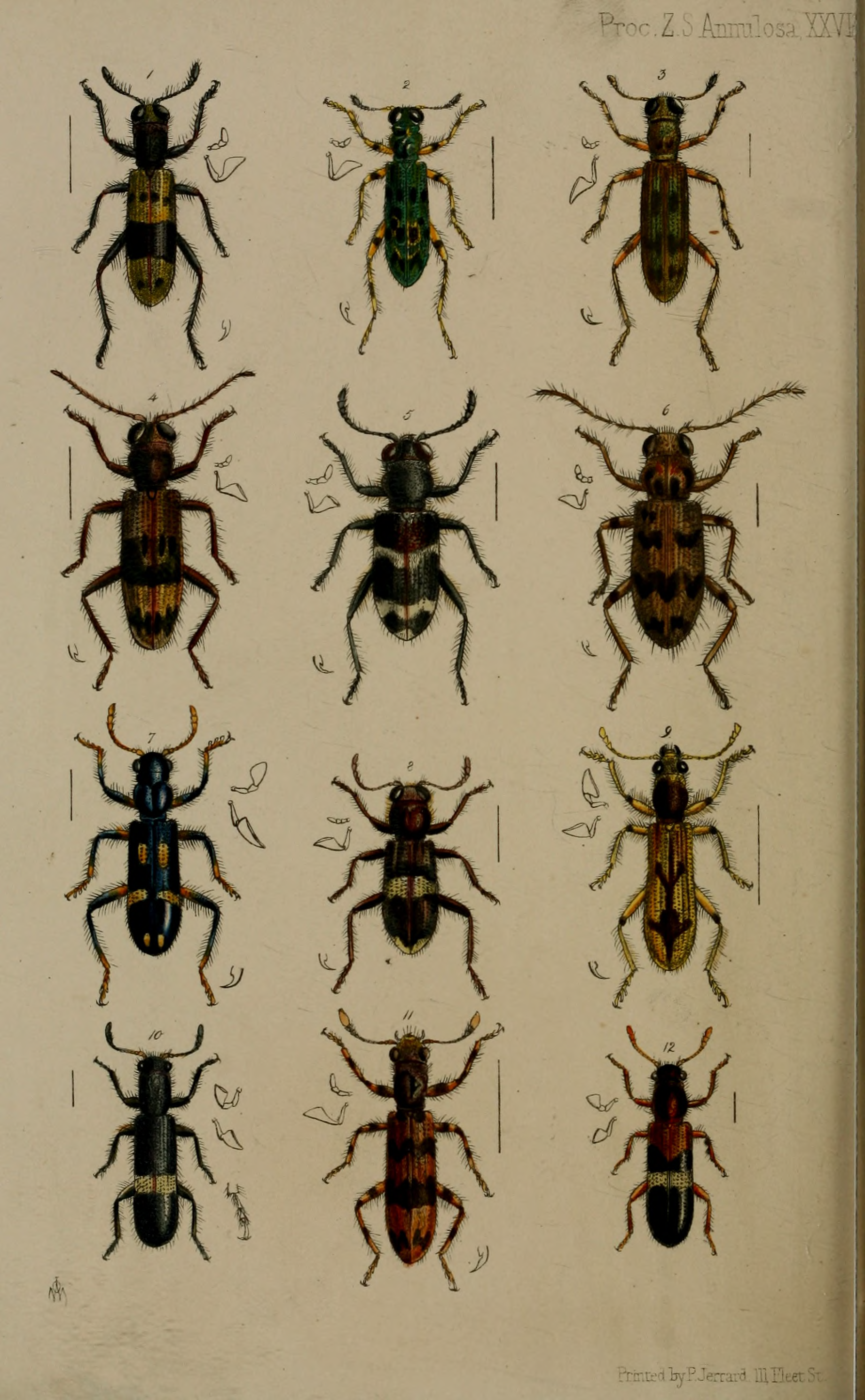